# Distrikt Ain al-Arab

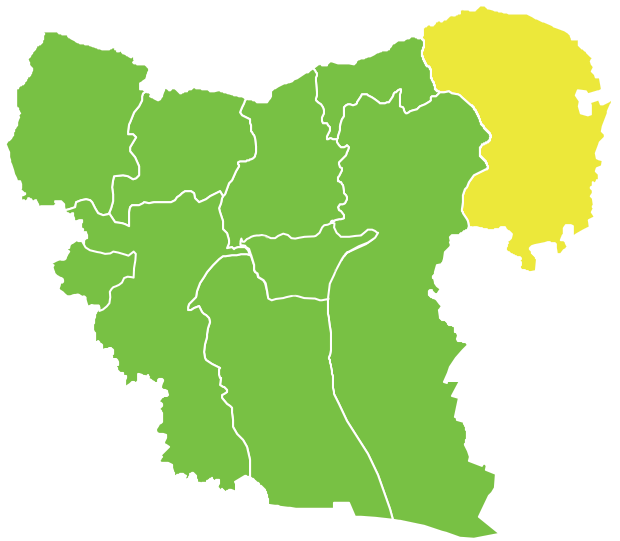
Lage des Distriktes im Gouvernement Aleppo

Der Distrikt Ain al-Arab (arabisch منطقة عين العرب Mintaqat Ain al-Arab, DMG Minṭaqat ʿAin al-ʿArab) ist ein syrischer Distrikt im Gouvernement Aleppo.
Er liegt im Nordwesten des Gouvernements und grenzt an die Türkei. Die Volkszählung 2004 ergab eine Bevölkerung von 192.513 Einwohnern. Die Verwaltung des Distrikts ist in der gleichnamigen Stadt Ain al-Arab (Kobane) verortet. Internationale Bekanntheit erreichte der Distrikt durch den Kampf um Kobanê. Der Distrikt ist Teil des von den Kurden beanspruchten Siedlungsgebietes in Syrien, besser bekannt als Rojava oder „Westkurdistan“.
Koordinaten: 36° 50′ N, 38° 20′ O